# Rác thải ở các quốc gia
Rác thải là những vật chất mà người dùng không còn muốn sử dụng và thải ra. Chúng đa dạng về chủng loại, số lượng và có mặt ở hầu khắp các quốc gia trên toàn thế giới.

## Các quốc gia phát triển
Các nước phát triển thải ra nhiều rác thải theo đầu người hơn vì họ có mức tiêu thụ cao hơn, dẫn đến tỷ lệ nhựa, kim loại và giấy trong chất thải rắn đô thị và chi phí lao động cũng cao hơn. Khi các nước tiếp tục phát triển thì lượng tro và chất thải rắn sinh học sẽ giảm xuống. Lượng rác thải theo đầu người ở các nước OECD đã tăng 14% kể từ năm 1990 và tăng 35% kể từ năm 1980. Phát sinh rác thải thường tăng chậm hơn một chút so với sự gia tăng GDP ở các nước này. Các nước phát triển tiêu thụ hơn 60% nguyên liệu thô trong công nghiệp thế giới nhưng chỉ chiếm 22% dân số thế giới. Người Mỹ thải ra nhiều rác hơn bất kỳ người dân quốc gia nào trên thế giới với 2,0 kilôgam (4,4 lb) chất thải rắn đô thị (MSW) mỗi người mỗi ngày, 50% trong số đó là rác thải sinh hoạt.

## Các nước đang phát triển
Các quốc gia đang phát triển tạo ra lượng rác thải trên đầu người thấp hơn, với tỷ lệ lớn vật chất hữu cơ trong chất thải rắn đô thị. Nếu tính theo trọng lượng, cặn bã hữu cơ (có thể phân hủy sinh học) chiếm ít nhất 50% chất thải ở các nước đang phát triển. Chi phí lao động tương đối thấp nhưng quản lý chất thải nhìn chung chiếm tỷ trọng cao hơn trong chi tiêu của đô thị. Khi quá trình đô thị hóa tiếp tục diễn ra, chất thải rắn đô thị tăng nhanh hơn dân số đô thị do lượng tiêu thụ ngày càng tăng và tuổi thọ sản phẩm bị rút ngắn.

## Các vấn đề xuyên biên giới với chất thải
Rác thải được vận chuyển giữa các quốc gia để xử lý, đổ bỏ và điều này có thể tạo ra vấn đề với các quốc gia mục tiêu.
Rác thải điện tử thường được chuyển đến các nước đang phát triển để tái chế, tái sử dụng hoặc đổ bỏ. Công ước Basel là một Hiệp định đa phương về môi trường nhằm ngăn chặn việc xử lý chất thải kém ở các quốc gia có luật bảo vệ môi trường yếu hơn. Tuy nhiên, công ước này đã không ngăn chặn được sự hình thành của các làng rác thải điện tử.

## Chất thải ở các quốc gia
- Rác thải ở New Zealand
- Rác thải ở Vương quốc Anh
- Rác thải ở Hoa Kỳ
- Quản lý chất thải ở Ấn Độ

## Giới thiệu
1. 1 2  United Nations Environment Programme, 2005. Solid Waste Management. Chapter III: Waste Quantities and Characteristics. Trang 31-38.
2. ↑  Dias L. et al. Solid Waste Management, Volume 2. UNEP/Earthprint, 2006.
3. ↑  OECD Environment Program. Improving Recycling Markets. Paris, 2006.
4. 1 2  Baker, Elaine et al., 2004. Vital Waste Graphics. United Nations Environment Program and Grid-Arendal.
5. ↑  March 2008, Cashing in on Climate Change, IBISWorld
6. ↑  EPA. National Overview: Facts and Figures on Materials, Wastes and Recycling.